# Sächsisches Denkmalschutzgesetz
Das Gesetz zum Schutz und zur Pflege der Kulturdenkmale im Freistaat Sachsen (Sächsisches Denkmalschutzgesetz) in der Fassung vom 3. März 1993 ist die Grundlage des Denkmalrechts in Sachsen. Das Gesetz wird mit der Abkürzung SächsDSchG zitiert. Es ist eines der Denkmalschutzgesetze in Deutschland.

## Verwaltungsvorschriften zum Gesetz
- VwV Kulturdenkmallisten vom 8. September 2016
- VwV Zumutbarkeit des Denkmalerhalts vom 12. Juni 2013
- VwV GeschO Denkmalrat vom 15. September 1993
- VwV Ehrenamtliche Beauftragte für Denkmalpflege vom 4. April 2015
- VwV Einvernehmen Denkmalpflege vom 2. Juni 2020